# Sainte-Colombe-sur-Gand
Sainte-Colombe-sur-Gand ist eine französische Gemeinde mit 386 Einwohnern (Stand: 1. Januar 2022) im Département Loire in der Region Auvergne-Rhône-Alpes (vor 2016 Rhône-Alpes). Die Gemeinde gehört zum Arrondissement Roanne und zum Kanton Le Coteau.

## Geographie
Sainte-Colombe-sur-Gand liegt etwa 45 Kilometer westnordwestlich von Lyon. Umgeben wird Sainte-Colombe-sur-Gand von den Nachbargemeinden Chirassimont im Norden, Saint-Cyr-de-Valorges im Nordosten, Violay im Osten und Südosten, Bussières im Süden sowie Saint-Just-la-Pendue im Westen und Nordwesten.

## Bevölkerungsentwicklung
| Jahr                       | 1962 | 1968 | 1975 | 1982 | 1990 | 1999 | 2006 | 2017 |
| Einwohner                  | 507  | 478  | 451  | 420  | 437  | 420  | 417  | 408  |
| Quellen: Cassini und INSEE |      |      |      |      |      |      |      |      |

## Sehenswürdigkeiten
- Kirche Sainte-Colombe
- Schloss